# Muixeranga de Algemesí
La muixeranga de Algemesí es un conjunto de actividades que se integran en las Fiestas de la Virgen de la Salud en Algemesí, España. Incluyen danzas y torres humanas con elementos comunes con actividades festivas de otras comarcas valencianas.
La Muixeranga de Algemesí fue declarada Patrimonio Cultural Inmaterial de la Humanidad por la UNESCO en el año 2011 junto con los demás elementos y danzas de dichas fiestas del municipio valenciano.

## Fiestas de la Virgen de la Salud. Tradición y actos

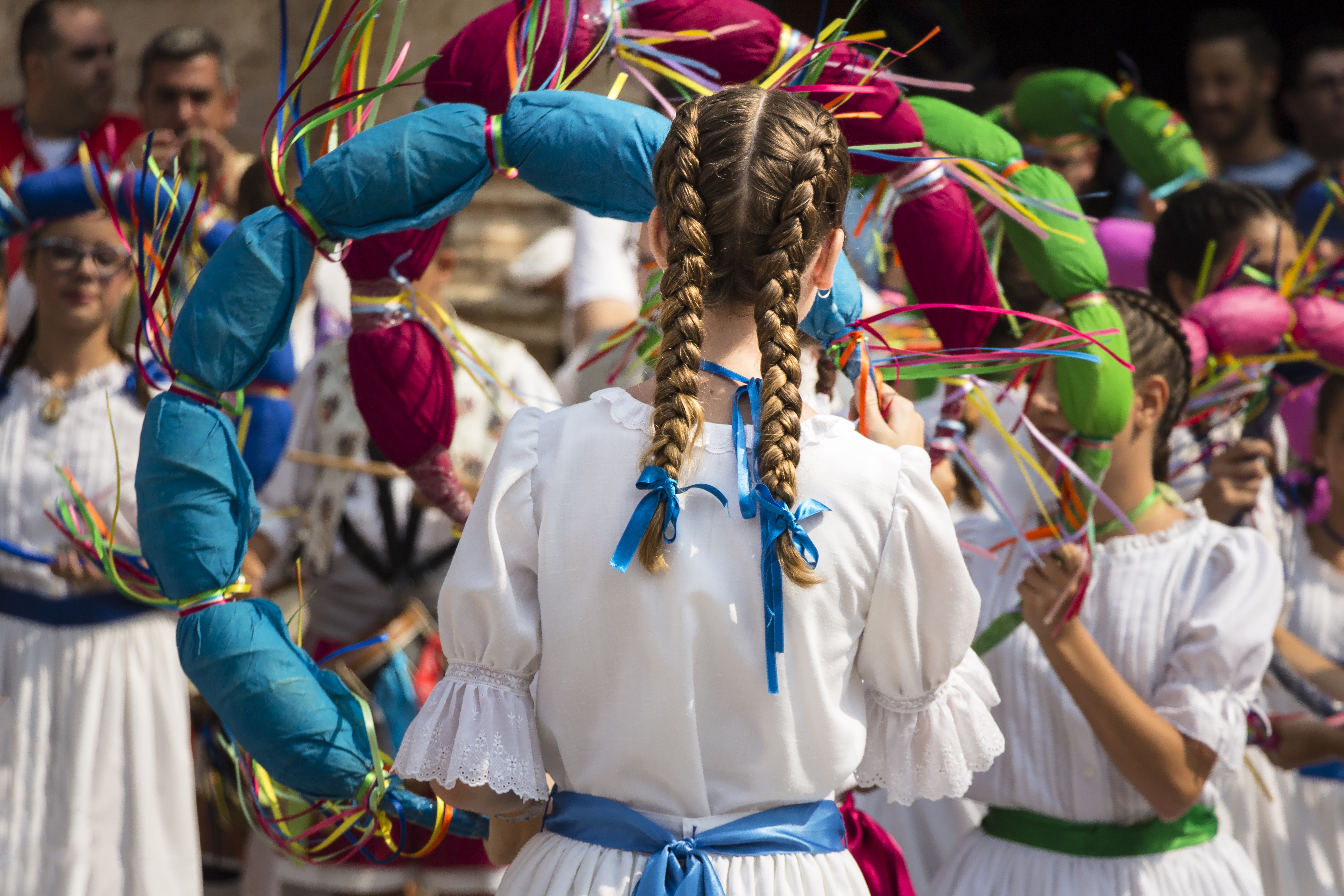
Los Arquets

Según la tradición local, la imagen de la Virgen de la Salud se encontró en el tronco de una morera. Tres veces se la llevó a Alcira y en las tres ocasiones volvió de forma inexplicable a Algemesí. Esta leyenda de la virgen encontrada, que también se halla en otros pueblos, es la base de la fiesta y explica algunos de sus elementos.
Las procesiones de la Virgen de la Salud son las fiestas mayores de Algemesí, celebradas de manera solemne desde 1723. La fecha de celebración es el 7 y el 8 de septiembre. La noche del 7 se realiza la Procesión de las Promesas (en valenciano, Professó de les Promeses). La Processoneta del Matí es en la mañana del día 8, y por la tarde y noche de ese día se realiza la procesión de Volta General, que tiene una duración considerable: comienza antes de las ocho de la tarde y termina después de las dos de la noche.
La parte festiva de la procesión la forman los misterios y los martirios (els misteris i els martiris), la muixeranga, las danzas de bastonets, la carxofa, los arquets, los pastorets, els llauradors o bolero, i los tornejants.

## La Muixeranga

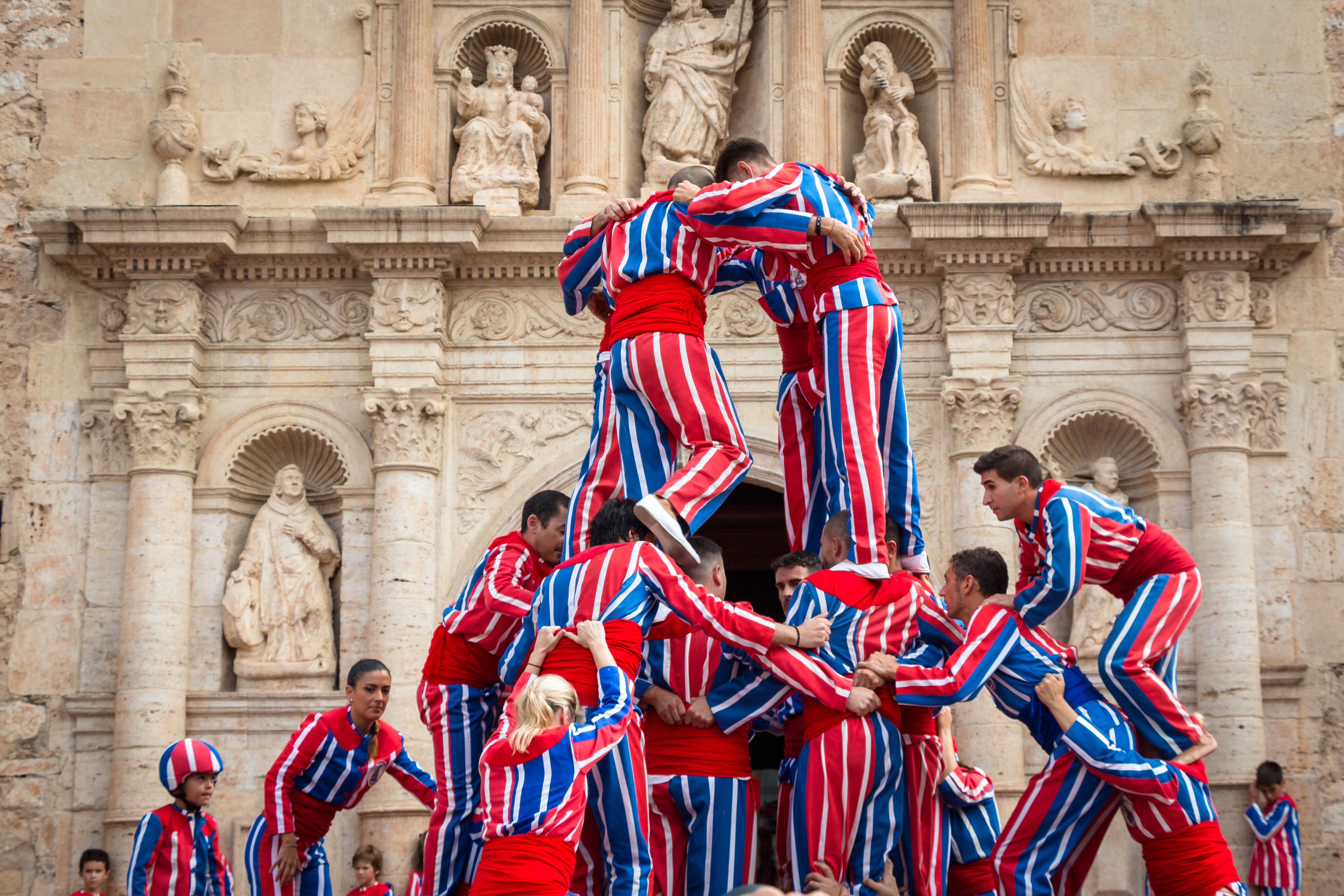
Construcción de una torre humana frente a la iglesia, Algemesí

Hay diversas opiniones en lo referente al origen del nombre de esta tradición. Por una parte, hay opiniones documentadas que en 1947 defendían que procedía de la palabra árabe mochain, que significa enmascarado o encapirotado. Por otra, hay quien piensa que recibe el nombre genérico por ser la primera danza que aparece abriendo marcha, en recuerdo de los antiguos desfiles y procesiones o fiestas públicas —mojigangas (moixigangues), de la que muixeranga sería una deformación posterior—, con comparsas y personas disfrazadas, que se celebraban con motivo de algún suceso señalado. La verdad es que, debido a la falt de investigaciones, no es posible tomar como definitiva ninguna hipótesis.
Los testimonios escritos más antiguos la vinculan a Algemesí datan del primer tercio del XVIII, pero por su presencia firme y constante se deduce un orien muy anterior. Según las referencias de las crónicas, la fecha de 1724, celebración de las primeras fiestas solemnes en honor de la Virgen de la Salud podría ser la más antigua que la vincula a la Fiesta; pero si se tiene en cuenta la constatación documental de la contabilidad municipal (los Llibres de Comptes de la Vila), desde 1733 y con periodicidad anual se liqudaba el sueldo de los dulzaineros que tocaban a la Fiesta.
La colla (palabra con la que suelen denominarse los grupos de personas que desarrollan la fiesta ) Muixeranga d'Algemesí celebró en 2013 el cuadragésimo aniversario de que en 1973 casi desapareciese esta tradición, y con ese motivo se realizó un homenaje a las treinta personas voluntarias que consiguieron sacar adelante la actividad. Continuada la tradición, fue designada parte del Patrimonio Inmaterial de la Humanidad.
Además de en Algemesí, también consta actividad histórica de muixerangas en otras partes de la Comunidad Valenciana, como Alcira, Alcoy, Bellreguart, Carcagente, Castellón de la Plana, Liria, Nules, Requena, Sagunto, Silla, Segorbe, Torrente, Valencia y Vall de Uxó.

## Las collas muixerangueras
En el ámbito de las muixerangas, Algemesí es el único caso en que conviven dos colles organizadoras en una misma población Estas collas son:
- La Muixeranga d'Algemesí, cuya actividad se remonta a 1724 y que fue refundada en 1973.[4]
- La Nova Muixeranga d'Algemesí, fundada en 1997.[4]

## Música

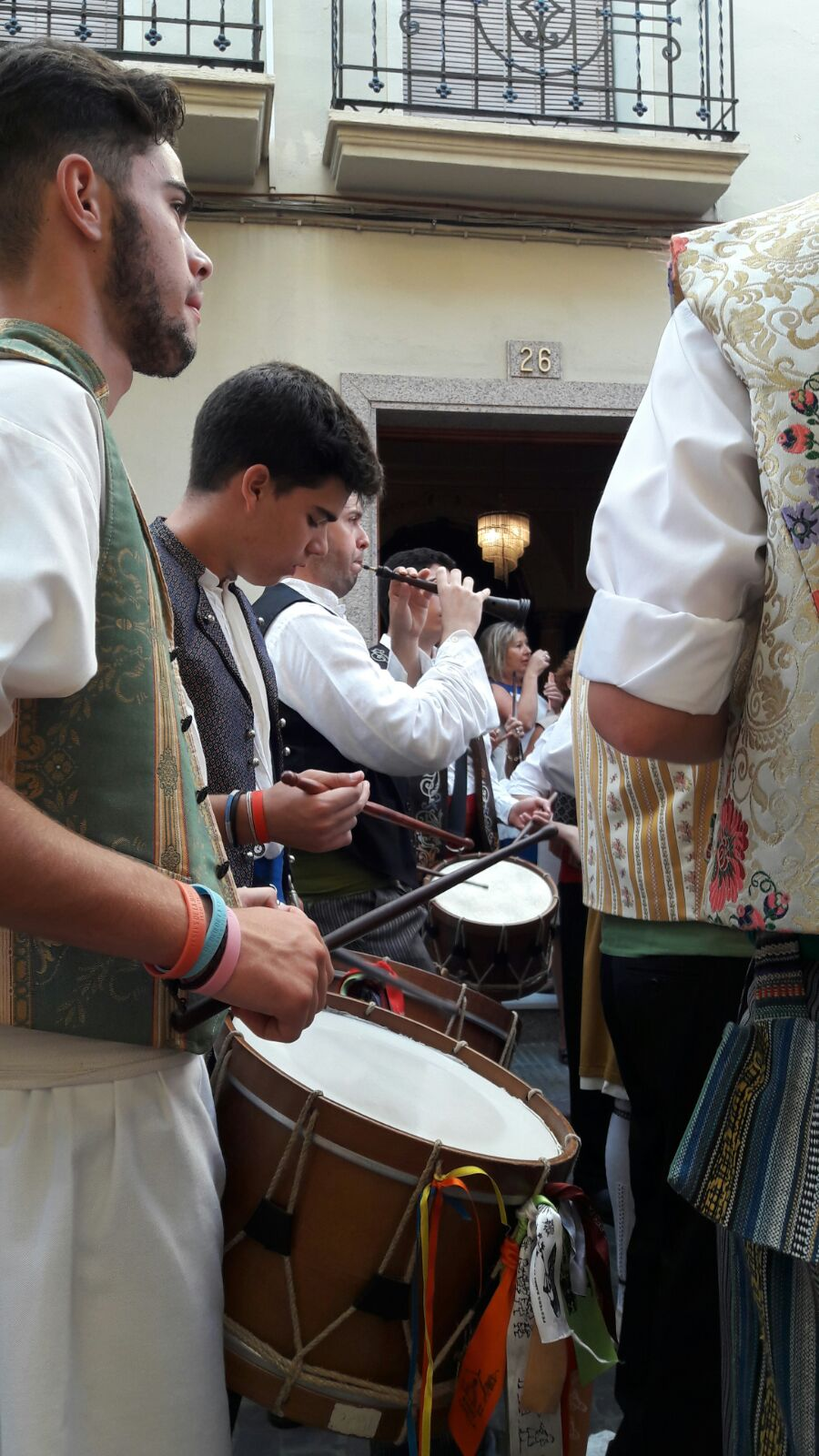
Dolçainers y tabaleters ponen música a los actos

La muixeranga de Algemesí se acompaña siempre de un grupo de dulzaineros (dolçainers) que interpretan tres melodías: el florete o ball, el enterro y la muixeranga. Las dos primeras son el acompañamiento de figures propias, mientras que la tercera acompaña a todas las demás.
La música no marca el ritmo del desarrollo de las figuras, sino que es al revés: los dulzaineros modifican su ritmo para acompasarse al de la construcción de cada figura. Los tabaleters marcan la formación de la piña, estructura inferior de las torres humanas. Los dulzaineros comienzan cuando los muixerangueros comienzan a encaramarse. Los músicos más diestros pueden marcar con notas determinadas el momento en que el niño de la cima de la torre alza su pierna o cuando finaliza la bajada. Si la figura cae, la música se detiene.